# Carlos Herrera Crusset
Carlos Herrera Crusset (Cuevas del Almanzora, Almeria, 8 de juliol de 1957) és un periodista espanyol. Des de l'1 de setembre de 2015 dirigeix el matinal Herrera en COPE de la Cadena COPE. És llicenciat en Medicina.
Des de 2004 fins a març de 2015 dirigí el matinal Herrera en la Onda Ha desenvolupat la seva trajectòria professional principalment en aquest mitjà, encara que també realitza col·laboracions en premsa escrita i ha treballat en la televisió.
Està divorciat de la presentadora de televisió Mariló Montero, amb qui va estar casat durant dues dècades, entre 1991 i 2011, i amb la qual va tenir dos fills, Alberto i Rocío -aquesta model coneguda com a Rocío Crusset-.
Entre les seves aficions més conegudes estan la tauromàquia, el Carnestoltes de Cadis, les confraries i processons de Setmana Santa i el Real Betis Balompié.

## Trajectòria professional

### Ràdio
Sempre s'ha dedicat al món de la comunicació. El seu debut en la ràdio es va produir el 1977, a Radio Sevilla, treballant seguidament a Ràdio Mataró. En anys successius recalaria a Ràdio Miramar de Barcelona i a Radio Popular, en les seves delegacions de Sevilla i de Madrid.
Finalment va accedir al circuit de les grans cadenes nacionals com la Cadena SER, on va presentar el musical Coplas de mi Ser, o la COPE, on dirigí el segon tram de La mañana d'Antonio Herrero entre 1992 i 1995. En setembre de 1997, després de dos anys a Canal Sur Radio junt amb periodistes com José Antonio Naranjo, Carlos Santos, Inmaculada González i Luis Baras, passà a realitzar el programa Buenos días a Radio Nacional de España. En aquest espai, una de seves oïdores va dir ser una "fósfora" del programa. del programa. Des de llavors, el locutor es refereix amb afecte als seus seguidors com a fòsfors.
El 27 de març de 2000, durant la seva etapa en RNE, va rebre una falsa caixa de purs que va resultar ser un paquet bomba. L'atemptat, del qual va resultar il·lès, es va atribuir a ETA.
En la temporada 2001-2002 va començar a Onda Cero amb el programa Herrera y punto, que a partir de setembre de 2002 passaria a anomenar-se Herrera en la Onda (a causa de la imminent creació per part del grup Vocento de l'emissora Punto Radio). Entre els seus col·laboradors cal destacar Lucía Alarcón, Lorenzo Díaz, Naranjo Alfaro, Josemi Rodríguez-Sieiro, Mariví Fernández Palacios, Begoña Gómez de la Fuente o Rosana Güiza; tots ells van formar part del vespertí que realitzava de dilluns a divendres entre les quatre i les vuit de la tarda.
Al setembre de 2004 va prendre el relleu de Luis del Olmo en els matins de la cadena, traslladant el seu espai Herrera en la Onda a la franja horària que va des de les sis fins a dos quarts d'una del matí, de dilluns a divendres.
El 27 de març de 2015 anuncia la seva marxa de Onda Cero per a passar a presentar La Mañana a la cadena COPE des del mes de setembre. El 18 de juny d'aquest mateix any Carlos Herrera i la cadena COPE anuncien la volta del locutor de ràdio a les ones per a presentar des de l'1 de setembre el matinal Herrera en COPE.

### Televisió
Va iniciar la seva trajectòria en aquest mitjà el 1985 amb la presentació del Telediario. En la mateixa cadena, i durant la temporada 1988-1989, va saltar de la informació als programes musicals, conduint amb Bibiana Fernández l'espai Sábado Noche.
L'any següent és fitxat per la cadena autonòmica andalusa Canal Sur per a conduir la sèrie Las coplas, on té ocasió de coincidir amb grans estrelles de la cançó espanyola.
El 1988 i 1990 realitza per a TVE els comentaris del Festival OTI de la cançó.
De tornada a TVE presenta l'espai Primero izquierda (1991-1992), que li brinda l'oportunitat d'entrevistar personatges com Margaret Thatcher, Catherine Deneuve, Jacqueline Bisset, Roger Moore, Montserrat Caballé, Diana Ross o Ursula Andress.
Més endavant vindrien El programa de Carlos Herrera (1997), un gran magazín on alternava entrevistes a personatges d'actualitat amb actuacions i col·laboracions com Ángel Garó, Anthony Blake, el cantautor Paco Herrera i Santiago Segura, entre d'altres; i Así es la vida (1999), tots dos emesos en Televisió Espanyola. Va ser el mestre de cerimònies de la gala inaugural del Campionat Mundial d'Atletisme de 1999 de Sevilla i dels XV Jocs Mediterranis d'Almeria en 2005.
Entre 2002 i 2003 es converteix en tertulià d' El primer café, programa matinal de Antena 3, junt amb Carmen Gurruchaga; a finals de 2003 passa a formar part del seu programa successor, que presentava Javier González Ferrari sota el nom de La respuesta.
A la tardor de 2017, Herrera torna a TVE per a presentar en La 1 l'espai setmanal de debat ¿Cómo lo ves?, firmant per una temporada de 13 entregues, que fou estrenat el 15 d'octubre de 2017. No obstant això, el 19 de novembre el programa és cancel·lat a causa de la seva baixa audiència després de sis emissions.

### Premsa escrita
També ha col·laborat a Diario 16 i Cambio 16. En l'actualitat posseeix una columna en el diari ABC i les revistes Diez Minutos i XLSemanal.

### Llibres
És autor de diversos llibres, la majoria recopilacions de les seves contribucions radiofòniques:
- Mis Recetas Favoritas. Madrid, Martínez Roca, 2012. ISBN 978-84-270-3924-7
- Fósforos para siempre. Madrid, La Esfera de los libros, 2012. ISBN 978-84-9970-088-5
- Tapas. Barcelona, Styria, 2009. ISBN 978-84-96626-42-3
- Saber de Aceite. Barcelona, Styria, 2008. ISBN 978-84-96626-77-5
- Los fósforos contraatacan. Madrid, La Esfera de los Libros, 2005. ISBN 84-9734-365-4. Reedició a Círculo de Lectores en 2006
- Carmen Sevilla: memorias. Barcelona, Belacqua, 2005. ISBN 84-96326-42-X
- La caja de los fósforos. La Esfera de los Libros, 2005. ISBN 84-9734-397-2
- La fosforera nacional: la vuelta de los fósforos. Madrid, La Esfera de los Libros, 2004. ISBN 84-9734-148-1. Reedición en Círculo de Lectores
- Abróchense los cinturones. Madrid, Temas de Hoy, 2003. ISBN 84-8460-314-8
- La hora de los fósforos: las intervenciones más escuchadas de la radio. Madrid, La Esfera de los Libros, 2003. ISBN 84-9734-090-6. Reedición en Círculo de Lectores en 2004
- Instantes de pasión, con fotografías de Antonio Santiago. Córdoba, Monte de Piedad, 2001. ISBN 84-7959-388-1
- La cocina de Carlos Herrera. León, Everest, 2001. ISBN 84-241-2772-2
- Catálogo de pequeños placeres. Madrid, MR Ediciones, 1999. ISBN 84-270-2453-3

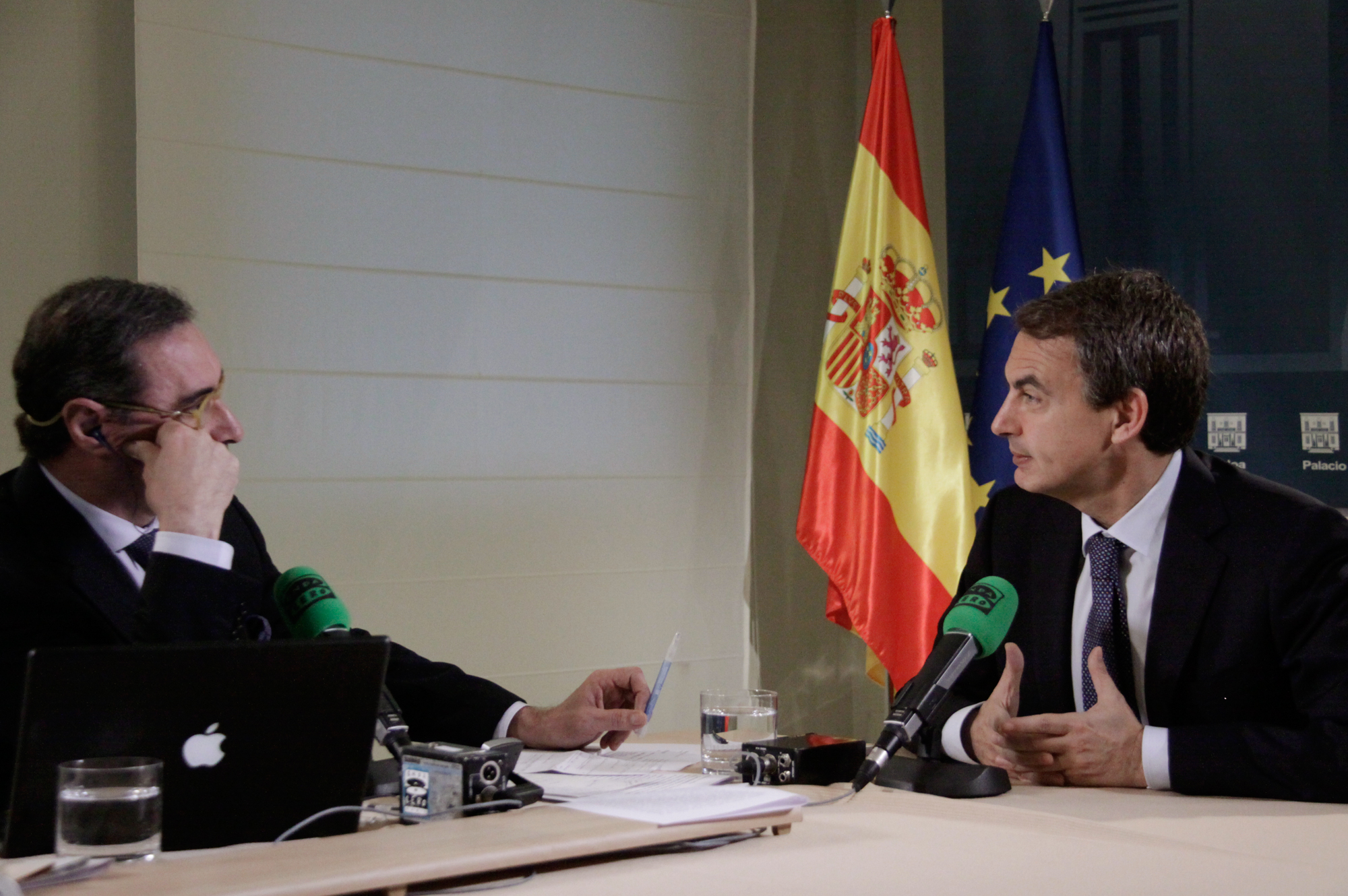
Carlos Herrera entrevistant al president del Govern Rodríguez Zapatero durant el programa Herrera en la Onda.

### Premis i condecoracions
- Premi Mariano de Cavia 2015.
- Creu de Plata de La Guàrdia Civil, 2012.
- Premi Ondas, any 2010 (el seu programa Buenos días va rebre un altre Ondas en 2000).
- Premi Paco Apaolaza de Periodisme Taurí-Fundación Cruzcampo, 2008.
- Premio de Periodisme Taurí "Baltasar Ibán", 2008.
- Medalla de la Diputació Provincial de Sevilla, 2008.
- Español Universal, 2007
- Premi PR a Lo mejor de la Radio, 2007.
- VI Premi Internacional COVITE del Colectivo de Víctimas del Terrorismo en el País Vasco, 2007.
- VIII premi «Joaquín Romero Murube», 2007.
- Premi Bravo de Radio, 2006.
- Distinció "Emilio Castelar", Cádiz, 2006.
- Sevillà de l'Any pel Rotary Club de Sevilla, 2005.
- Tres premis Antena de Oro (1990, 1994 i 2005).
- Pregoner de la Setmana Santa de Sevilla (2001), del Carnaval de Cadis (2003), del Corpus de Granada, les festes en honor de la Virgen del Mar a Almeria o el Maig Cordovès.
- Premio Micrófono de Oro (2003).
- Dos premios Micrófono de Plata.
- Medalla d'Andalusia, 2001.
- Premi Club Internacional de Premsa, 2000.
- Premi del Club Internacional de Premsa, 1999.
- Premi Víctor de la Serna de l'Associació de la Premsa de Madrid al millor periodista de l'any 1999
- Premi Periodista de l'any de la revista Cambio 16, 1999.
- Premio Españoles Ejemplares de la Fundació DENAES pel seu compromís amb les víctimes del terrorisme.
- Premi Nacional de Periodisme Pedro Antonio de Alarcón.
- Ploma de Plata del Club de l'Escriptura.
- First Amendment Award, atorgat pels Eisenhower Fellows espanyols, 2017.